# Faeculoides
Faeculoides là một chi bướm đêm thuộc họ Erebidae.

## Các loài
- Faeculoides bifusa Fibiger, 2008
- Faeculoides cây mậnbifusa (Hampson, 1907)
- Faeculoides leucopis (Hampson, 1907)